# Massage

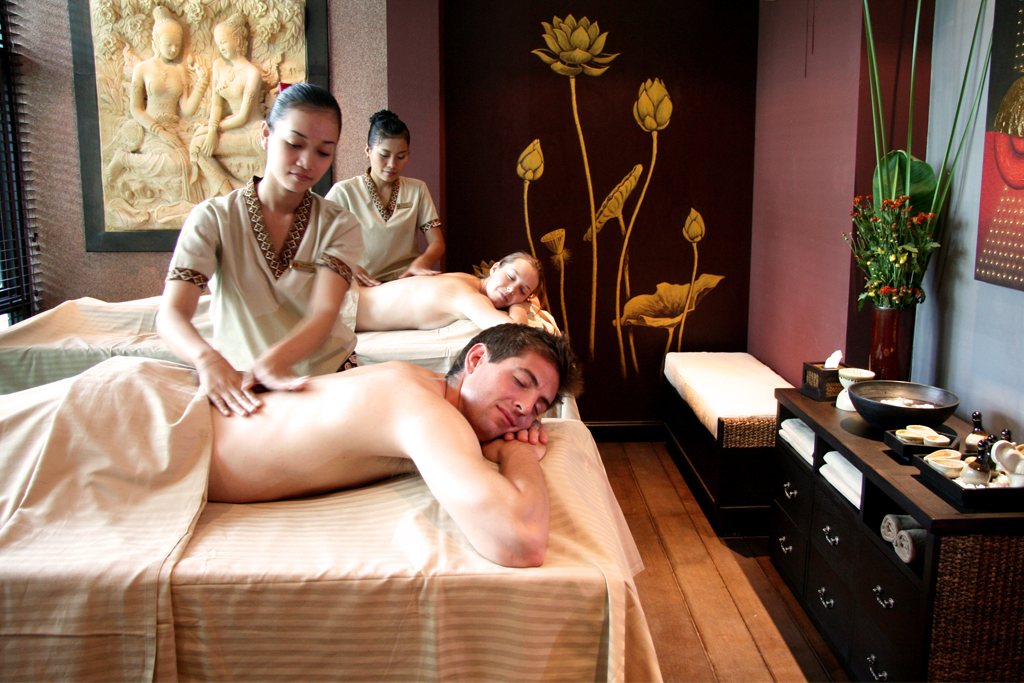
Mát-xa có từ lâu đời, là một trong những cách giảm đau đến từ phương Đông

Massage, đọc âm Việt là mát-xa, hay còn gọi là xoa bóp hay tẩm quất là phương thức dùng tay, chân hoặc thiết bị cơ khí để làm căng, làm dịch chuyển hoặc làm rung động các cơ và xương của con người. Các động tác thường dùng trong massage như: xoa vuốt, day ấn, nhào nặn, bấm chặt, đấm vỗ, rung. Có thể massage bằng bàn tay, ngón tay, khuỷu tay, cẳng tay, bàn chân, đầu gối, hoặc với thiết bị riêng.

## Lịch sử
Người Phoenician và người Hy Lạp đề cập về Massage vào năm 450 TCN, ngoài ra có nhiều công trình nghiên cứu của Hippocrates về sử dụng massage trong y học thời đó.
Từ "massage" có nguồn gốc từ tiếng Pháp "massage" có nghĩa là "sự xoa bóp, xoa dịu" được thực hiện bằng cách ma sát và nắn kéo. Từ này xuất phát từ từ tiếng Ả Rập "مَسَّ" (phiên âm: "massa") có nghĩa là "chạm vào, cảm nhận". Ngoài ra, từ này cũng có thể xuất phát từ tiếng Bồ Đào Nha "amassar" có nghĩa là "trục trặc", từ tiếng Latin "massa" có nghĩa là "khối, bột" và từ tiếng Hy Lạp "μάσσω" (phiên âm: "massō") có nghĩa là "sờ mó, chạm vào, làm việc bằng tay, nhồi bột". Ngược lại, từ cổ đại Hy Lạp để chỉ massage là "anatripsis" và từ tiếng Latin là "frictio".

## Lợi ích
Massage giúp tăng tuần hoàn máu, giảm căng cơ. Giảm huyết áp với người bị cao huyết áp, làm thư giãn và tăng lượng Endorphins cho cơ thể, đồng thời làm tăng khả năng đào thải acid lactic, acid uric ra ngoài cũng như giảm stress, làm giấc ngủ sâu hơn.

## Phân loại
Massage chân: Quan điểm y học phương Đông xem bàn chân là nơi phản ánh lục phủ - ngũ tạng của cơ thể con người, bởi vậy khi dùng các biện pháp để tác động lên bàn chân tức là đang gián tiếp tác động đến các cơ quan này
Massage vật lý trị liệu: là sự mở rộng cấu trúc của các động tác tiếp xúc theo bản năng sự phối hợp các động tác mang tính đơn độc hoặc phối hợp, giúp chữa trị các rối loạn cơ bắp xương khớp hoặc các rối loạn cảm xúc tâm lý, giảm stress do áp lực cuộc sống gây nên.
Massage thể thao: Là các thủ pháp nhào nặn nhằm tác dụng đến hệ thống dây thần kinh của con người để chữa các chấn thương và vết đau thường gặp trong thể thao
Massage đá: là phương pháp sử dụng các loại đá với nhiều kích cỡ lớn nhỏ khác nhau để truyền nhiệt (nóng hoặc lạnh) đến cơ thể con người.
- Massage đá nóng là phương pháp dùng một viên đá massage (loại nhám, hay dùng trong các spa). Khi sử dụng chỉ cần đặt các viên đá vào một cái dĩa, rồi cho vào lò vi sóng khoảng 2-3 phút, nhiệt độ khoảng 600 (tùy theo muốn giữ nóng lâu hay mau). Sau đó lấy ra và quấn vào trong khăn rồi đặt vào vị trí cần làm ấm trên cơ thể. Khi đá nguội dần thì tháo bớt lớp khăn ra. Áp dụng phương pháp này trong điều trị lạnh tay chân, giúp tuần hoàn máu tốt hơn.
- Massage đá lạnh là phương pháp dùng 1 viên đá lạnh (có màu sắc và vân như đá cẩm thạch). Khi sử dụng chỉ cần đặt các viên đá vào tủ lạnh theo một khoảng thời gian vừa đủ để hấp thu nhiệt độ lạnh. Sau đó lấy ra và sử dụng, có thể quấn vào khăn để giữ cho nhiệt độ lạnh lâu hơn. Áp dụng phương pháp này trong điều trị chấn thương, bong gân.
- Một số nơi sử dụng kết hợp cả hai phương pháp massage bằng đá nóng và lạnh, nhưng cần cẩn thận vì đá nóng làm giãn nở mạch máu, trong khi đó đá lạnh làm cho mạch máu co lại. Do đó nếu dùng cả hai phương pháp cùng lúc sẽ gây ảnh hưởng không nhỏ đến các mạch máu. Cần cẩn trọng và hỏi ý kiến các chuyên gia hoặc bác sĩ.
- Khi mua đá massage cần lưu ý có hai loại đá nhám và bóng. Đá nhám dùng để massage nóng và không dùng với tinh dầu, đá bóng dùng với tinh dầu.

Massage Trung Quốc: massage Trung Quốc (按摩) Bao gồm nhiều thể loại như Tui-na (推拿) gồm các động tác đẩy, kéo, nhào nặn cơ bắp. Zhi-Ya(指 壓) gồm véo, nhấn điểm huyệt. Những kỹ thuật ma sát, rung cũng được sử dụng trong trường phái Massage này.
Massage Nhật - Massage Shiatshu: Massage Shiatshu có những kỹ thuật Massage sử dụng cả bàn tay, đầu gối, khuỷu tay,bàn chân để tác động lên hệ thống huyệt đạo của cơ thể con người. Kỹ thuật này dùng ngón tay cái để ấn vào huyệt đạo, mạch máu để làm lưu thông khí huyết.
Massage Hàn Quốc: Massage Hàn Quốc gồm những động tác day - ấn tròn, ngang, dọc cơ lưng và đẩy lực
Massage Thái: Massage Thái cổ truyền hay còn được gọi là nuad (nu – át) bằng tiếng Thái, là phản ánh lịch sử lâu dài của phương pháp trị liệu về sức khỏe. Massage Thái chịu ảnh hưởng của những động tác trong bộ môn Yoga, thuốc Ayurvedic, và các huyệt đạo theo y học cổ truyền Trung Quốc. Kỹ thuật viên sử dụng các bộ phận tay, chân dùng thế để tạo ra trọng lực tác động trên cơ thể người được thực hiện đang thả lỏng, chủ yếu là kết hợp hơi thở để kéo, duỗi, căng cơ và mở những khớp xương khó cử động như đầu gối, cổ chân, cổ tay, xương hông, vai và cổ.
Massage yoni: Tập trung vào âm hộ và âm đạo

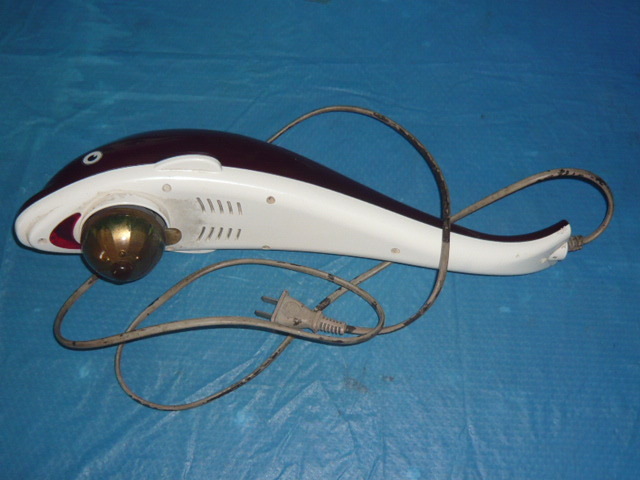
Máy Mát-xa điện tử hình con cá

## Dụng cụ thiết bị
- Dụng cụ massage có thể làm bằng đá, các thanh tre hoặc vật liệu gỗ
- Máy massage: máy massage được hiểu một cách đơn giản là 1 chiếc máy chạy bằng điện có tác dụng mát xa toàn bộ các bộ phận của cơ thể từ đầu cho tới chân.
- Túi thảo mộc thiên nhiên: Kỹ thuật mát-xa ấn huyệt trị liệu kết hợp các túi thảo mộc thiên nhiên làm từ các vị thuốc Đông Y như: ngải cứu, bạc hà... để chườm nóng, giúp cơ thể thư giãn và lưu thông khí huyết.